# دهكستان (بختاجرد)
دهكستان (بالفارسية: دهکستان) هي قرية تقع في إيران في البلدة المركزية. يقدر عدد سكانها بـ 97 نسمة بحسب إحصاء 2016.